# オナガドチザメ
オナガドチザメ(Eridacnis radcliffei)はメジロザメ目タイワンザメ科に属するサメの一種。インド太平洋西部、深度71-766メートルの大陸棚縁の泥底に生息。最小のサメの一つで最大24センチメートル。細長い体と尾鰭を持ち体色は暗褐色。餌は魚類・甲殻類・イカ。卵胎生で産仔数は1 - 2。

## 分類
1907-1910年に行われた、合衆国水産委員会の蒸気船Albatrossによる探検航海で得られた。1913年、副委員長で航海の指導者Hugh McCormick SmithはこのサメをProceedings of the United States National Museumに記載した。種小名は、航海の助手を務めた博物学者Lewis Radcliffeに因み、新属Eridacnisに分類された。タイプ標本は23センチメートルの成体雌で、スールー諸島のホロ島沖から採集された。

## 分布
散発的にではあるが、この属の中で最も広範囲に分布し、タンザニア・アデン湾・マンナール湾・ベンガル湾・アンダマン諸島・ベトナム・フィリピンから報告されている。底生で、深度71-766メートル、大陸棚外縁から上部大陸斜面の泥底に生息。

## 形態
細い体に短く丸い吻を持ち、長楕円形の眼には痕跡的な瞬膜がある。鼻孔には短い三角形の鼻孔隔壁がある。口は広くV字、口角に溝はない。歯は小さく複数尖頭で、端の歯は櫛状。口蓋と鰓弓の縁に乳頭突起がある。2つの背鰭はほぼ同じ大きさで、第一背鰭の位置は腹鰭より胸鰭にわずかに近く、第二背鰭は臀鰭の上。尾鰭は細長く全長の1/4に達し、下葉はない。体色は一様な暗褐色で、背鰭と尾鰭に黒い縞が入る。雄は最大23センチメートル、雌は24センチメートル。ある個体の計測結果によると、雄は18.6センチメートル・14グラム、妊娠した雌は24.2センチメートル・37グラムだった。

## 生態
インド南部沖やフィリピンでは多数報告されている。インド洋での研究では、餌の55%は硬骨魚(主にハダカイワシ、他にヨコエソ科・小さなウナギ)、28%は甲殻類(主にエビ、他にシャコ・カニの幼生)、14%はイカ、その他は二枚貝などだった。
卵胎生で、胚は卵黄栄養で育つ。雌は16.6センチメートルから妊娠可能だが、発達した胎児は18センチメートル以上の母体からしか確認できないため、妊娠中にも母体が成長すると見られている。産仔数は1 - 2で新生児は母体に比して非常に大きく、約11センチメートルにもなる。雄は18 - 19センチメートル、雌はおそらく15 - 16センチメートルで性成熟し、オオメコビトザメ(Squaliolus laticaudus)、ペリーカラスザメ(Etmopterus perryi)とともに世界最小のサメの一つである。サメの成熟度を測るのは難しく、正確にどのサメが最小なのかは不明である。

## 人との関わり
フィリピン沖などの底引き網で混獲されるが、利用法は知られていない。IUCNは軽度懸念としている。